# R.M.N.
Pour les articles homonymes, voir RMN.
Pour plus de détails, voir Fiche technique et Distribution.
R.M.N. (litt. IRM en roumain) est un film dramatique franco-belgo-roumain écrit et réalisé par Cristian Mungiu, sorti en 2022.
Il a été tourné entre novembre 2021 et janvier 2022 à Rimetea et divers autres villages de Transylvanie.
Le film est sélectionné en compétition officielle au Festival de Cannes 2022.

## Synopsis
Matthias travaille dans un abattoir en Allemagne. Traité de « sale Gitan », il frappe son contremaître et prend la fuite pour revenir dans son village, en Transylvanie (Roumanie), où il retrouve son fils Rudi, et sa femme Ana qui n'apprécie pas ce retour précipité. Le vieux berger malade Papa Otto, père de Matthias, passe en urgence un examen cérébral avec IRM, en ville. Matthias retrouve son ancienne maîtresse Csilla, qui travaille directement avec la patronne d'une boulangerie industrielle. Pour son expansion, cette usine cherche de la main-d’œuvre, avec un salaire minimal qui n'attire pas de travailleurs locaux ; elle fait donc appel à deux ouvriers sri-lankais, dont la venue déclenche la révolte et la violence des villageois.

## Fiche technique
Sauf indication contraire, les informations mentionnées dans cette section peuvent être confirmées par la base de données cinématographiques IMDb,  présente dans la section « Liens externes ».
- Titre original : R.M.N.
- Réalisation et scénario : Cristian Mungiu
- Photographie : Tudor Vladimir Panduru
- Montage : Mircea Olteanu
- Décors : Simona Pădurețu[2]
- Costumes : Cireșica Cuciuc
- Son : Olivier Dô Huu, Constantin Fleancu et Marius Leftărache[2]
- Sociétés de production : Mobra Films, Why Not Productions en coproduction avec Les Films du Fleuve [2]
- Société de distribution : Le Pacte (France)
- Pays de production :  Roumanie,  France,  Belgique[2]
- Langues originales : principalement roumain et hongrois[3], ainsi que français et autres langues
- Format : couleur — 2,39:1 — son 5.1
- Genre : drame
- Durée : 125 minutes
- Dates de sortie :
  - France : 21 mai 2022 (Festival de Cannes) ; 19 octobre 2022 (sortie nationale)
  - Roumanie : 3 juin 2022

## Distribution
- Marin Grigore (VF : Guillaume Pottier) : Matthias
- Judith State (VF : Suliane Brahim) : Csilla Szabo, l'ex-petite amie de Matthias et n°2 de l'usine
- Macrina Bârlădeanu (VF : Sandra Codreanu) : Ana
- Orsolya Moldován (VF : Aurélia Petit) : Mme Dénes
- Andrei Finți (ro) : Papa Otto, le père de Matthias
- Mark Blenyesi : Rudi, le fils de Matthias et d'Ana
- Rácz Endre (VF : Florent Dorin) : Tibi
- Ovidiu Crișan (VF : Thierry Bosc) : M. Baciu
- Cerasela Iosifescu (VF : Carole Franck) : Mme Baciu
- József Bíró (VF : Luc-Antoine Diquéro) : le prêtre

Version française dirigée par Hervé Icovic (assisté d'Ouahiba Djema) au studio Deluxe, d'après une adaptation des dialogues de Pierre Arson. Informations prélevées du carton du doublage français.

## Accueil
Le film est présenté en première au Festival de Cannes 2022 en compétition principale. En mai 2022, IFC Films a acquis les droits nord-américains avant la première et sort le film dans les salles américaines le 28 avril 2023.
Il a également été projeté au Festival international du film de Toronto en 2022, dans la catégorie « Contemporary World Cinema », ainsi qu’à la 29e édition du Festival du film européen Palić, en Serbie, et à la 15e édition du Festival du film d’Europe centrale et orientale au Luxembourg.

### Critique
En France, le site Allociné propose une moyenne de 3,9⁄5, après avoir recensé 30 critiques de presse.
Le magazine Télérama pose une mention Très Bien sur le film avec les termes « l'un des très grands films de l'année »  et « le plus beau film visible sur la Croisette cette année »,.

## Distinctions
Le film a reçu la Tour d’or du meilleur film au Festival du film européen de Palić en 2022, et a reçu une mention spéciale du jury de presse du Festival du film CinEast en 2022 au Luxembourg.